# 波滕多夫
波滕多夫是奧地利的城鎮，位於該國東北部，由下奧地利州負責管轄，面積39.81平方公里，海拔高度218米，鎮上的城堡建於十二世紀，2012年人口6,383。